# Nátrium-propionát
A nátrium-propionát (E281) a propionsav nátriummal alkotott sója. Képlete: Na(C2H5COO), olvadáspontja: 289 °C (más forrás szerint 287 °C).
A propionsavhoz hasonlóan a nátrium-propionát meggátolja egyes penészgombák és baktériumok szaporodását. Ennek eredményeként széles körben használják emberi fogyasztásra szánt élelmiszerek tartósításához E281 néven.
Oldott állapotban a propionsav jellegzetes szaga miatt nem alkalmazható nagy töménységben, ezért nincs maximum beviteli korlátja. Előfordulhat egyes sajtokban, pékárukban, pizzákban és egyes hústermékekben. Nincs ismert mellékhatása.